# Via dei Castellani
Via dei Castellani è una strada del centro storico di Firenze, che va da piazza dei Giudici a piazza del Grano, proseguendo poi a nord sotto il nome di via dei Leoni. 

## Storia
Qui correva il torrente Scheraggio, utilizzato per varie attività produttive tra cui il più antico conio delle monete cittadino. Lungo il torrente correva un muraglione difensivo, risalente probabilmente all'epoca di Matilde di Canossa (che sostituiva un precedente argine in terra, testimoniato sin dal VI secolo), il quale chiudeva la cinta muraria all'altezza del castello d'Altafronte, dominante l'affaccio sul fiume, a protezione della via d'acqua e del porticciolo d'Arno presso l'attuale piazza Mentana. La disastrosa alluvione del 1333 distrusse il castello e il vicino ponte, rendendo necessaria una completa ristrutturazione della zona, a partire dalla ricostruzione dell'attraversamento fluviale che coincise con l'erezione dell'attuale ponte Vecchio. Lo Scheraggio venne coperto e al suo posto fu creata l'attuale strada, chiamata in riferimento alla famiglia Castellani, che si vuole erede di quell'Altafronte che avrebbe costruito l'omonimo castello.
Più tardi ebbe qui sede il malfamato quartiere di "Baldracca", che pullulava di osterie e bordelli sul lato orientale degli Uffizi, fatto di piccoli vicoli oggi in parte tamponati: ne resta memoria nel teatrino della Baldracca, un edificio tuttora esistente che oggi ospita la biblioteca della galleria, oggi detto Aula Magliabechiana. 
La titolazione della via è antica, e comunque nel corso del tempo il breve tratto fu anche detto via del Palco, via Carbonaia e, per lo slargo in prossimità di piazza de' Giudici, piazza dell'Erba. Al momento della costruzione del palazzo della Camera di Commercio la strada venne ugualmente detta per un certo tempo via della Borsa.
Della strada faceva parte, fino agli anni '80, anche la piazza del Grano, poi scorporata e dotata di una nuova numerazione, che inizialmente si chiamò piazza Castellani e poi, dal 2001, con il nome già attestato in antico e legato alla loggia del Grano.

## Descrizione
Vi si affacciano gli edifici sul retro del complesso del palazzo degli Uffizi, quali la biblioteca e la Stazione dei Carabinieri "Firenze Uffizi". Sull'altro lato si trova il proseguimento della loggia del Grano (l'ex-Cinema Capitol) e una serie di modeste abitazioni un tempo utilizzate dai numerosi artigiani che popolavano la zona gravitando attorno al tiratoio delle Grazie e al porticciolo d'Arno di piazza Mentana, come resta traccia nella vicina toponomastica (via dei Saponai, via dei Vagellai, corso dei Tintori...).